# Історія Курляндського герцогства
Історія герцогства Курляндії і Семигалії

## Курляндія до утворення герцогства

### До німецької колонізації

Балти на початку ХІІІ ст.

Першим населенням на території сучасної Латвії, включаючи Курляндію, були фінські племена. У 2500 — 2000 роках до н.е. на півдні й заході Курляндії оселилися індоєвропейці  — стародавні балти, прямі предки сучасних латишів і литовців. На початку нашої ери балти зайняли терени усієї Курляндії на південь від річки Західна Двіна (Даугава, Дюна) і південну частину східної Лівонії. Лише невелика територія на півночі Курляндії залишалася під контролем фінського народу лівів. На початку ІХ ст. балти окупували усі землі сучасної Латвії, за винятком Західної Лівонії і Північної Курляндії. Вони відтіснили фінські племена на північ до Естонії. Частина лівів, які лишилися були асимільовані латиськими племенами — куршами, земгалами і селами.
Курші, що дали назву Курляндії, мешкали на заході цього регіону, земгали — в центрі (у Семигалії), а сели — на крайньому сході (в Селії). Вони займали південні береги Двіни, на північ від якої жили латгали і летти. Балти займалися землеробством і скотарством; ліви ж практикували, переважно мисливство і рибальство. Балтійські й фінські суспільства були стратифікованими, мали знать, вільних і рабів. Центрами політичного життя слугували укріплені городища. Найбільш передовими були земгали і курші, які на ХІІІ ст. утворили надродові племінні союзи. Їх очолювали вожді або князі, яких німецькі хроніки називали «королями» (лат. reges).
У ІХ—ХІІ ст. фіни і балти, особливо курші, часто контактували із вікінгами. Останні заснували ряд фортифікованих поселень на берегах Курляндії, що були центрами торгівлі місцевим бурштином і транзитними пунктами на шляху до Дніпра і акваторії Чорного моря. Курші ж намагалися витіснити вікінгів з регіону і здійснювали напади на Готланд, Данію, Швецію, а в ХІІ—ХІІІ ст. грабували скандинавські й німецькі купецькі судна в Балтиці. Відомості про вікінгів у Курляндії знаходимо у праці архієпископа Рімберта (870), який згадує, що 853 року курші звільнилися від щведського панування, відбили напад данців й згодом уклали мир зі шведами. Справу вікінгів у Курляндії і Семигалії продовжували їхні нащадки — руські князі. Зокрема, у «Повісті временних літ» згадується під 1107 роком невдалий похід полоцького князя Рогволода Всеславича з дружиною на земгалів, у якому загинуло 9 тисяч вояків.

### Німецьке завоювання

Лівонія в 1260 році:
Лівонський орден
Ризьке архієпископство
Дерптське єпископство
Езель-Вікське єпископство
Курляндське єпископство

У середині ХІІ ст. німецькі купці з Любека і Бремена стали часто прибувати до гирла Західної Двіни. У 1163 році центром балтійської торгівлі став Вісбю на острові Готланд, де з'явилася велика німецька громада. Німецький бізнес інтенсивно і систематично проникав до Курляндії і Лівонії, так що 1195 року із ним уклали торговельну угоду новгородці. 
Разом із купцями до Лівонії й Курляндії стали приїздити німецькі католицькі місіонери. Від 1180 року тут діяв перший єпископ-німець Майнгард, що був зацікавлений у наверненні місцевого населення. Проте його наступник єпископ Бертольд займався вже політичними питаннями: він сприяв німецькій колонізації краю і 1198 року вперше закликав до нього хрестоносців. 
Курс Бертольда продовжив лівонський єпископ Альберт, властолюбний політик і хитрий дипломат. 1201 року він збудував Ригу як центр своїх володінь і наступного року заснував під своїм патронатом чернечо-лицарський Орден меченосців для їхнього захисту. Альберт прагнув створити на балтійському узбережжі свою єпископську державу й отримав титул імперського князя від імператора Священної Римської імперії. Проте він розсварився із лицарями ордену і магістром Фольквіном і, внаслідок втручання папи Іннокентія ІІІ, був змушений поступитися їм третиною усіх своїх земель. 1224 року, в союзі із данським королем Вальдемаром ІІ, Альберт приєднав до свого Маріанського князівства частину Естонії. 1346 року данський король Вальдемар IV продав решту естонських володінь німцям.
До кінця ХІІ ст. німці із великими труднощами завойовували Курляндію і Семигалію. 1236 року латиські племена розбили Орден меченосців у битві при Сауле, що поставило під загрозу усе Маріанське князівство. Залишки меченосців та їхні володіння перебрав на себе Тевтонський орден із сусідньої Пруссії. Він створив у Лівонії свій окремий відділ знаний як Лівонський орден. 1267 року лицарі цього ордену остаточно підкорили куршів, а 1290 року, шляхом багаторічного терору, голоду і війни на тотальне винищення, витіснили землагів до Литви. Згодом Семигалію заселили латтгали з півночі.

### Лівонська конфедерація
На XIV ст. Курляндія була поділена між Лівонським орденом, Ризьким і Курляндським єпископством. Разом із єпископствами Езеля, Дерпта і Ревеля вони становили так звану Лівонську конфедерацію під патронатом Святого Престолу та Священної Римської імперії. Ця конфедерація була формальним союзом і не мала спільного політичного керівництва. Єдиним представницьким органом усіх членів конфедерації був Лівонський ландтаг (сейм), де окрім депутатів Ордену і єпископств також засідали їхні васали, духовенство, і міщани з Риги, Дерпту і Ревеля. Хоча ландтаг не був законодавчим органом, на його засіданнях вирішувалися питання війни і миру, податків, релігійної політики тощо. Сесії проходили за головування ризького архієпископа чи лівонського магістра. Конфедерація не була монолітною: Орден і єпископи часто ворогували між собою за землеволодіння. Архієреї, які не мали військової сили, часто кликали на поміч сусідніх литовців і поляків.